# Эхинопсис острогранный
Эхино́псис острогра́нный (лат. Echinopsis oxygona) — кактус из рода Эхинопсис.

## Описание
Стебель шаровидный или слегка удлинённый, тёмно-зелёный 10—15 см длиной, 5—25 см в диаметре. Рёбер 8—14, они внизу широкие, наверху заострённые (отсюда и название — острогранный). Ареолы крупные, густоопушённые волосками.
Колючки рогового цвета с тёмными кончиками, расходящиеся. Центральных колючек — 1—5, иногда отсутствуют, толстые, иглообразные, до 1 мм в диаметре; радиальных — 3—15, они иглообразные, до 2,5 см длиной, с возрастом половина их опадает.
Цветки воронковидные, до 14 см в диаметре, бледно-красные или лиловатые, с длинной густоопушенной цветочной трубкой до 22 см длиной. Раскрываются около 21 часа, запах достигает наибольшей силы около полуночи, и увядают к концу следующего дня. В пасмурную погоду цветут в течение 1—3 дней (З дня — редко). Плоды зелёные, до 4 см длиной и 2 см в диаметре.

## Распространение
Родина — Южная Бразилия, Аргентина, Уругвай и Парагвай.

## Использование в декоративном цветоводстве
Тип растения: цветущий.

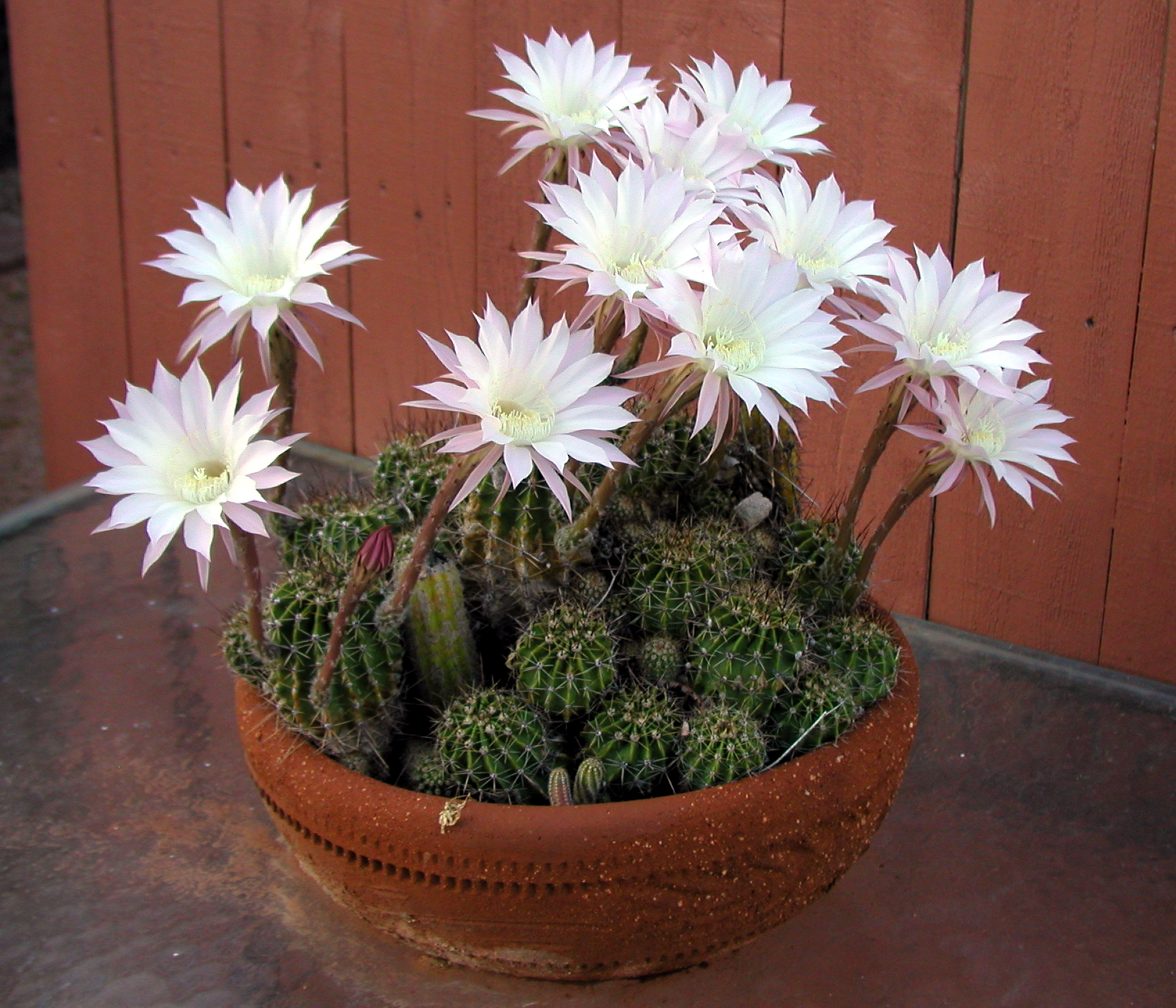

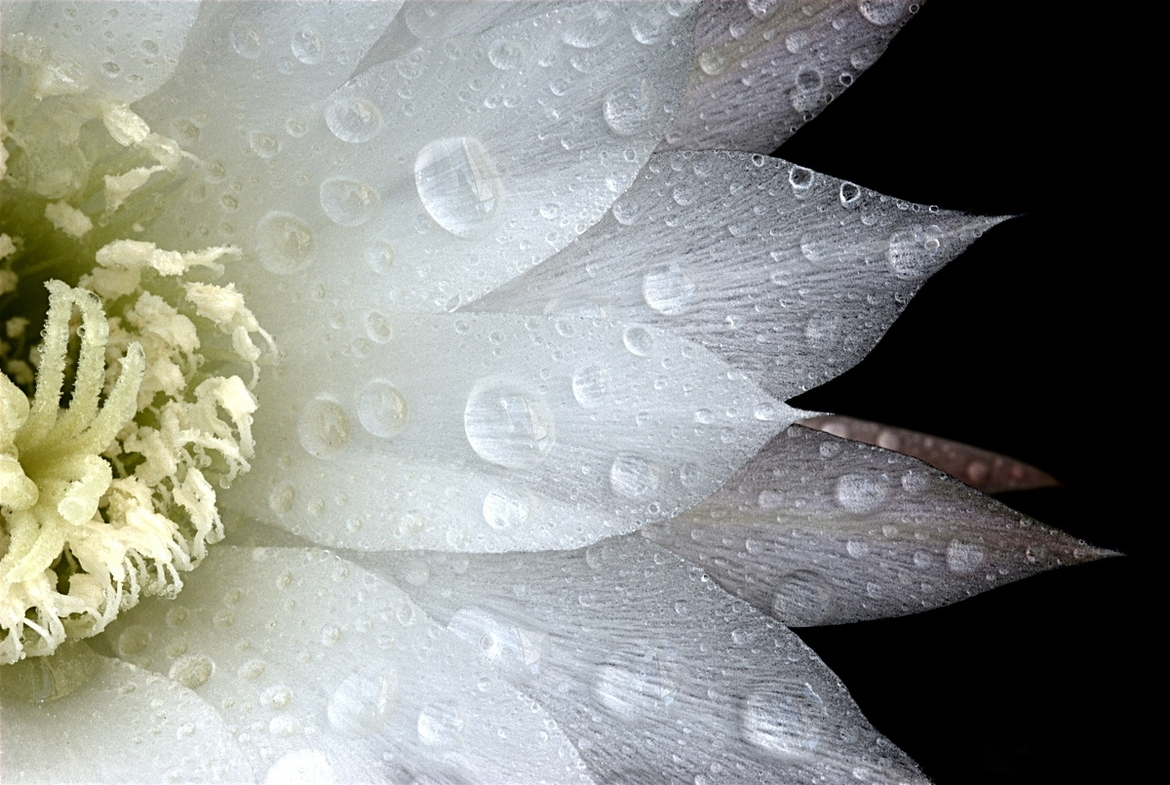
Цветы эхинопсиса острогранного.

Для наилучшего цветения растение рекомендуется постоянно содержать в одном положении, не поворачивая. 

Период декоративности: май-июнь.

Эхинопсис острогранный обычно образует группы, то есть имеется множество отростков.

Назначение: используют для скальных композиций и создания ландшафта полупустыни, для оформления помещений с искусственным светом.

### Агротехника
Почва: смесь из листовой и дерновой земли, перегноя, выветрившейся глины, крупнозернистого песка (1.5:1:1:1:1), добавляют немного битого кирпича.

Уход: не любит просторной посуды и глубокой посадки; стебли очень старых растений омолаживают; необходима холодная и сухая зимовка (период без полива начиная с октября до апреля) при 10 градусах Цельсия.

Полив: регулярный, пересыхание земляного кома или излишний полив вызывают опадение бутонов.

Подкормка: только для больших кактусов (возраст от 5 и более лет) летом минеральной подкормкой (1—1,5 г полного удобрения на 1 л воды).

Освещение: яркое, солнечная сторона.

Размножение: семенами и боковыми отростками «детками» весной или летом.

Возможные проблемы: при выборе места расположения не рекомендуется переставлять и поворачивать растения к источнику света, так как это приводит к опадению бутонов.

## Эхинопсис на почтовых марках
В феврале 1974 года почта ГДР выпустила серию из шести марок с изображением кактусов. На одной из марок серии  (Mi #1922) изображён эхинопсис острогранный.
Почта Монако поместила изображение эхинопсиса острогранного на заключительной марке  (Mi #1511) серии «Экзотические растения», вышедшей в декабре 1981 года, а также на первую марку  (Mi #2122) серии «Кактусы из Ботанического сада Монако», вышедшую в мае 1993 года.
Почта Монголии посвятила эхинопсису острогранному одну из марок  (Sc #1744) серии, вышедшей в сентябре 1989 года.